# Garnelenzucht

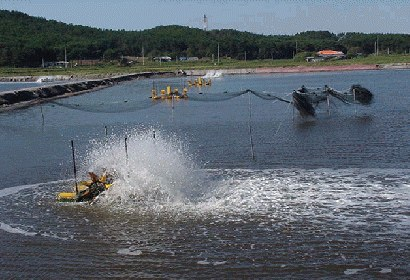
Ein Shrimp-Zuchtbecken mit Dauerbelüfter

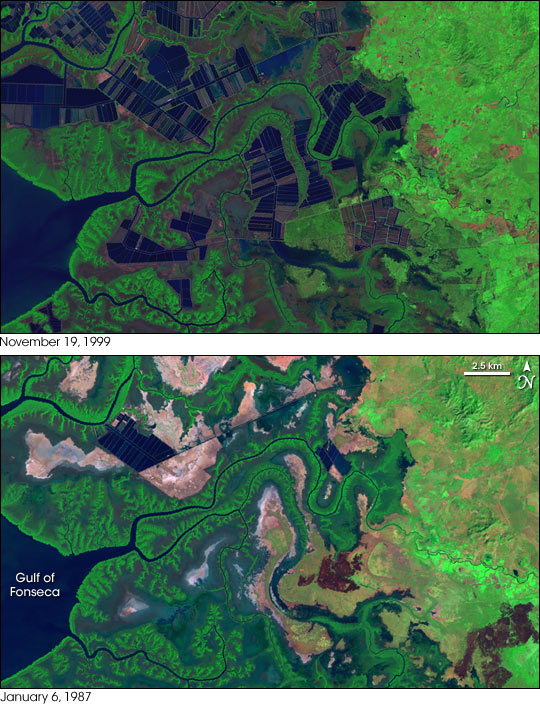
Zunahmen von Shrimp-Farmen im Golf von Fonseca (Honduras) von 1987 bis 1999

Die Garnelenzucht (engl. shrimp farming) ist eine besondere Form der Aquakultur, bei der Garnelen (shrimps) für den menschlichen Verzehr herangezogen werden.
Seit den 1970er Jahren hat die Produktion von gezüchteten Garnelen stetig zugenommen, um die Nachfrage nach solchen Meeresfrüchten insbesondere aus Europa, Nordamerika und Ostasien zu befriedigen. Während die weltweite Produktion noch 2003 bei 1,6 Millionen Tonnen lag, wurden 2014 erstmals über 3 Millionen Tonnen produziert. Sei Beginn des Jahrtausends hat sich das Gesamtvolumen mehr als verdreifacht und lag 2023 bei 5,6 Millionen Tonnen Garnelen aus Aquakulturen.
Die wichtigsten Herkunftsländer für Zuchtgarnelen sind Ecuador, China, Indien, Vietnam, Indonesien, die im Jahr 2023 gemeinsam 74 Prozent aller Zuchtgarnelen erzeugten. Weitere wichtige Produktionsstätten liegen in Thailand und Madagascar. Den größten Zuwachs am Marktanteil hat dagegen Brasilien, wo der Markt für Zuchtgarnelen allein 2021 um fast 24 Prozent wuchs.

## Allgemeines

### Qualitätsmerkmale
Qualitätskriterien bei der Zucht von Krebstieren sind neben der Besatz- oder Haltungsdichte, die zwischen zwei Garnelen pro Kubikmetern (in extensiver, biologischer Mischkultur mit Austern), über maximal 20 Garnelen bei semi-intensiver Haltung bis hin zu 300 Tieren pro Kubikmeter reichen kann. Je höher die Besatzdichte, desto mehr muss zugefüttert werden. Neben einer rein pflanzlichen Ernährung, wirkt sich auch die Ernährung mit Fischmehl, Algen oder Zusätzen (wie Schweineblut) auf die Quailtät und den Geschmack des Endproduktes aus. Bei höherem Besatz kommen in vielen Betrieben mehr Antibiotika zum Einsatz.

### Zuchtbedingungen

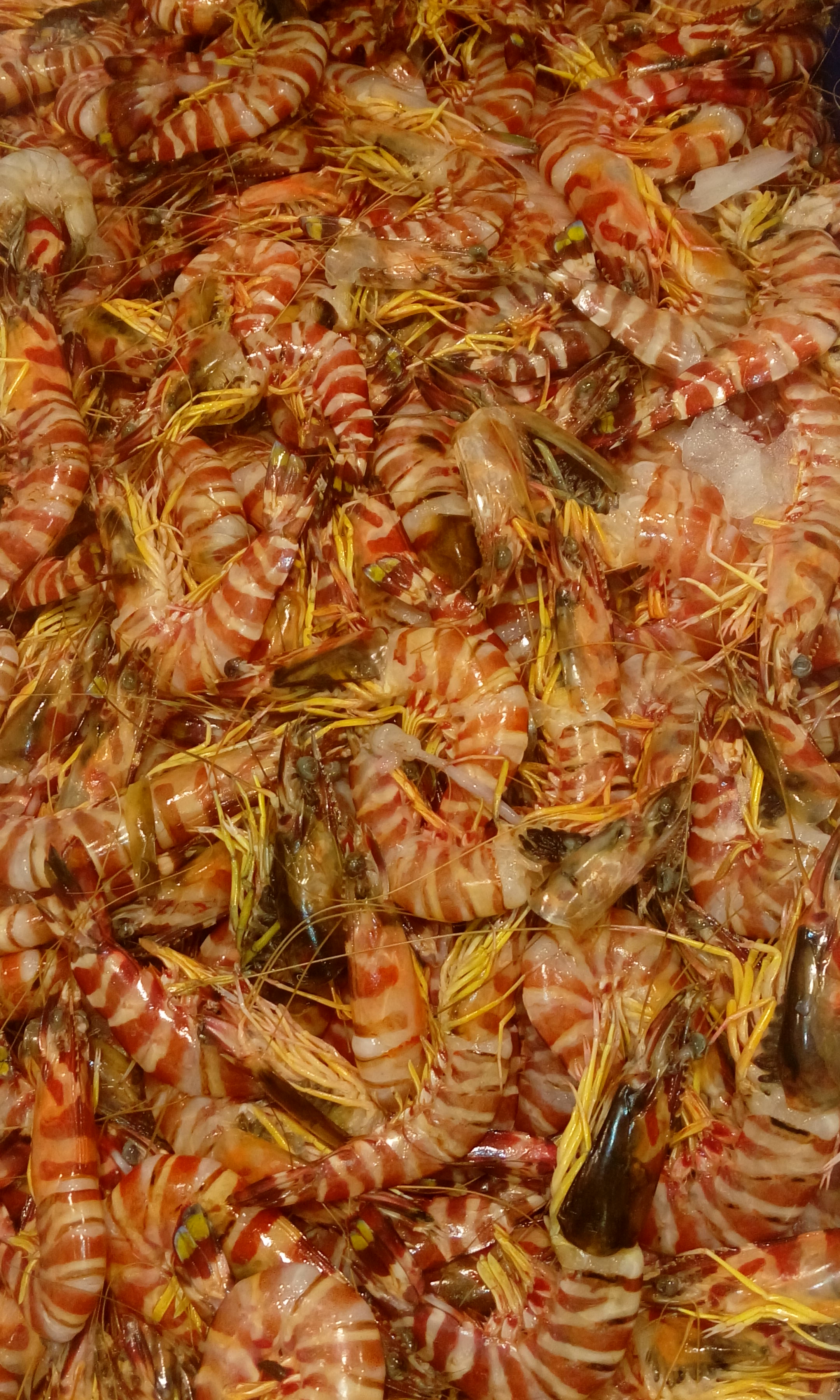
Tigergarnelen Penaeus monodon im Verkauf

In der konventionellen Zucht wird den weiblichen Tieren eines der Augen am Augenstiele abgeschnitten, wodurch die Bildung der Fortpflanzungshormone und die Zucht beschleunigt werden. Durch diese Maßnahme legen die Tiere mitunter zwischen 100.000 und 150.000 Eier in der Woche, von denen nach der Befruchtung nur die besten für die Anzucht verwendet werden.
Shrimp-Farmen haben sich aus einer traditionellen landwirtschaftlichen Produktionsmethode entwickelt, die in Südostasien seit mehreren Jahrhunderten bestand. Technischer Fortschritt hat diese Zuchtmethode zu einer globalen Industrie werden lassen, da er eine Haltung der Krebstiere in zunehmender Dichte erlaubt. Brutmaterial wird heute weltweit verschickt.
Die in industriellen Monokulturen gezüchteten Garnelen sind sehr anfällig für diverse Erkrankungen, gegen die oft bereits präventiv Antibiotika zum Einsatz kommen. Zu den mit Shrimp-Farmen verbundenen ökologischen Problemen zählen, der wiederholte Ausbruch von Krankheiten sowie Umweltbelastungen durch die Veränderung des natürlichen Lebensraumes.

Shrimp-Farm in Südkorea

Früher war nur eine Ernte pro Jahr möglich, mittlerweile sind konventionell erzeugte Garnelen bereits nach 100 Tagen groß genug, um abgefischt zu werden. Die Mastbetriebe nutzen teilweise hoch technisierte Wasseraufbereitungsanlagen, in denen das Wasser mit Ozon behandelt keimfrei gemacht wird, um Erkrankungen vorzubeugen. Nach dem Fang werden die meisten Tiere mit dem Antioxidationsmittel Metabisulfit behandelt, um Verfärbungen vorzubeugen. Die Herkunft der Garnelen muss nur dann angegeben werden, wenn diese frisch oder frisch schockgefrostet angeboten werden.

## Arten

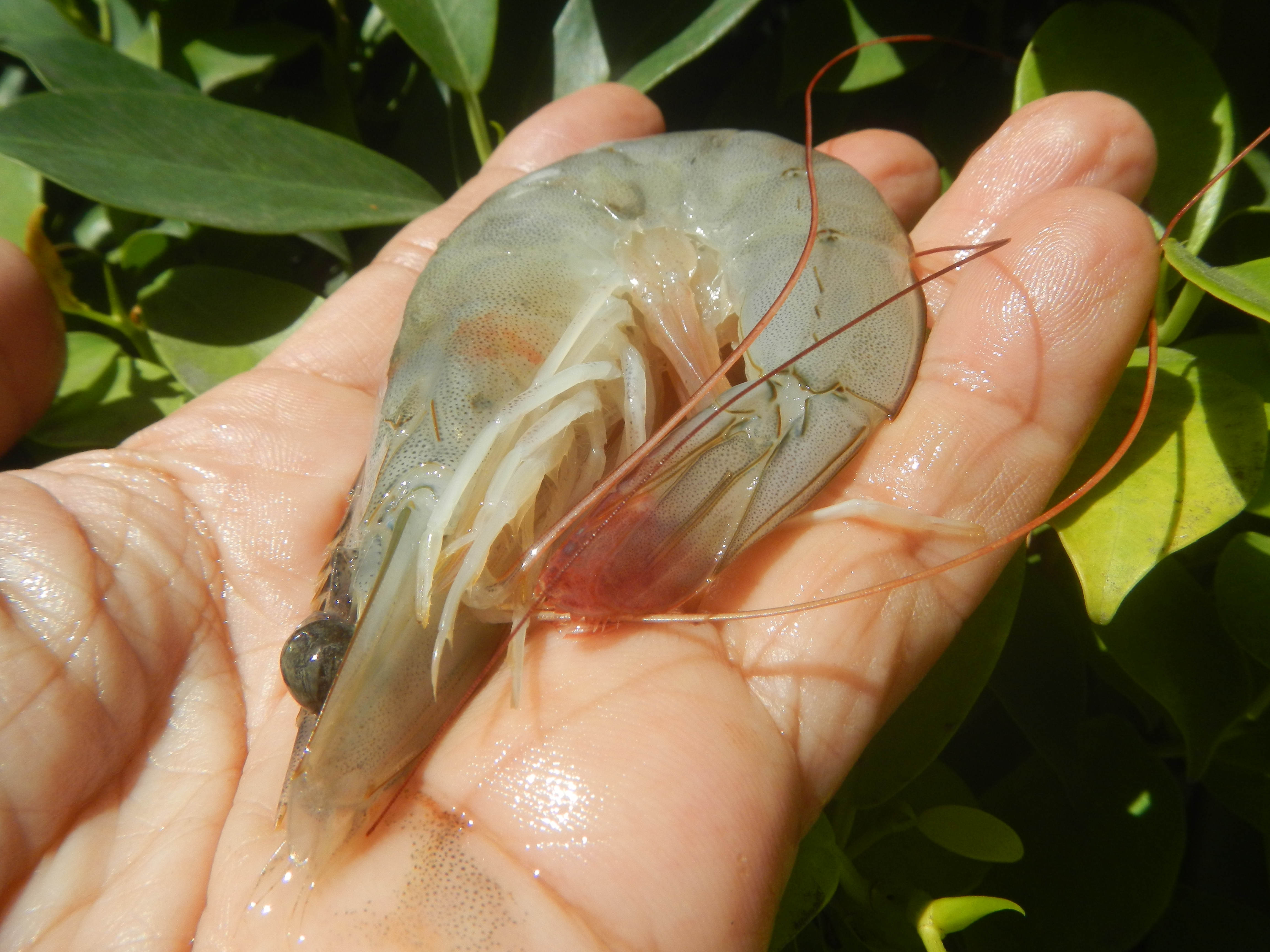
Weißfußgarnele Litopenaeus vannamei aus den Philippinen

Zu den am häufigsten in Aquakultur gezüchteten Garnelen zählen:
- Weißfußgarnele Litopenaeus vannamei (ca. 83 Prozent der Gesamtproduktion[7])
- Schwarze Tigergarnele Penaeus monodon (ca. 12 Prozent der Gesamtproduktion[7])
- Rosenberggarnele Macrobrachium rosenbergii

## Geschichtliche Entwicklung
Die künstliche Aufzucht von Krebstieren gibt es in Asien als Teil der traditionellen landwirtschaftlichen Produktionsmethoden. Die Nutzung von Brackwasser-Teichen, den sogenannten tambaks lässt sich in Indonesien bis ins 15. Jahrhundert zurückverfolgen. In diesen wurde in einem kleinen Maßstab Garnelen herangezogen. Dies geschah entweder als Monokultur oder gemeinsam mit anderen Arten wie beispielsweise dem Milchfisch. Genutzt wurden auch Reisfelder, wenn in diesen während der Trockenperiode kein Reis angebaut werden konnte. Solche traditionellen Produktionsweisen waren sowohl in Küstenregionen als auch entlang von Flussbetten üblich. Mangrovengebiete wurden für diese Produktionsweise besonders gerne genutzt, weil hier Garnelen natürlich vorkommen. Wilde, noch nicht ausgewachsene Garnelen wurden in diesen Teichen ausgesetzt, die sich dort von den natürlich vorkommenden Wasserorganismen ernährten. Geerntet wurden diese Garnelen, sobald sie die gewünschte Größe erreicht hatten.

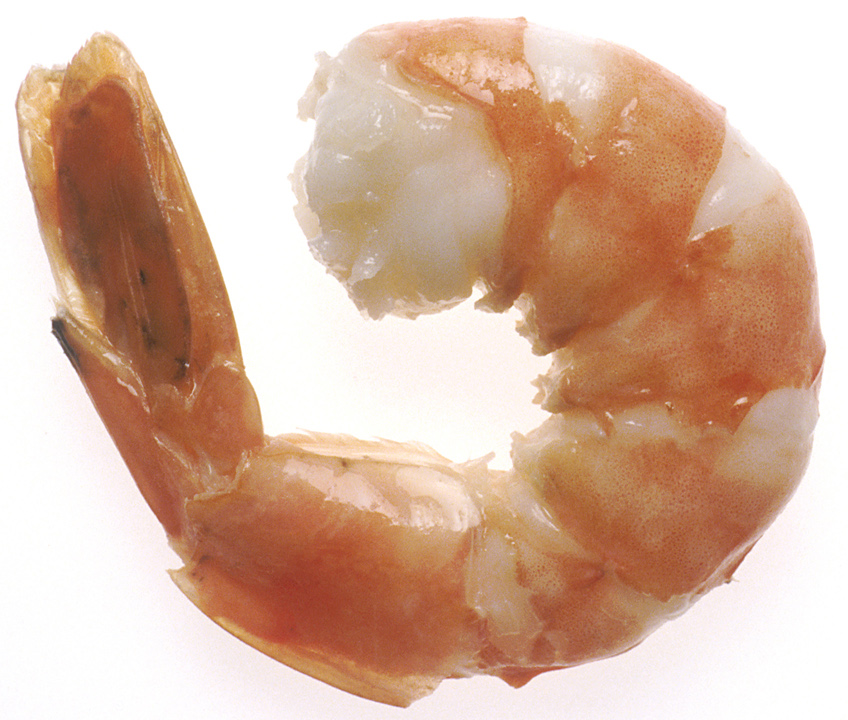
Shrimp

Der Beginn der modernen Shrimp-Farmen lässt sich auf die 1930er Jahre zurückführen, als Kuruma-Shrimps (Penaeus japonicus) erstmals in Japan künstlich herangezogen wurden. In den 1960er Jahren hatten sich Shrimp-Farmen in Japan bereits als kleinerer Industriezweig etabliert. Der Durchbruch kam jedoch in den späten 1960er und frühen 1970er Jahren, als es auf Grund technischer Weiterentwicklungen möglich war, die Shrimp-Zucht zu intensivieren. Dies ging einher mit einer wachsenden Marktnachfrage, so dass sich Shrimp-Farmen in allen tropischen und subtropischen Klimazonen der Welt zu etablieren begannen. Der Etablierung von Shrimp-Farmen kam außerdem entgegen, dass die wilden Shrimp-Fänge in den 1980er Jahren nachließen, jedoch eine sehr breite Nachfrage bestand.

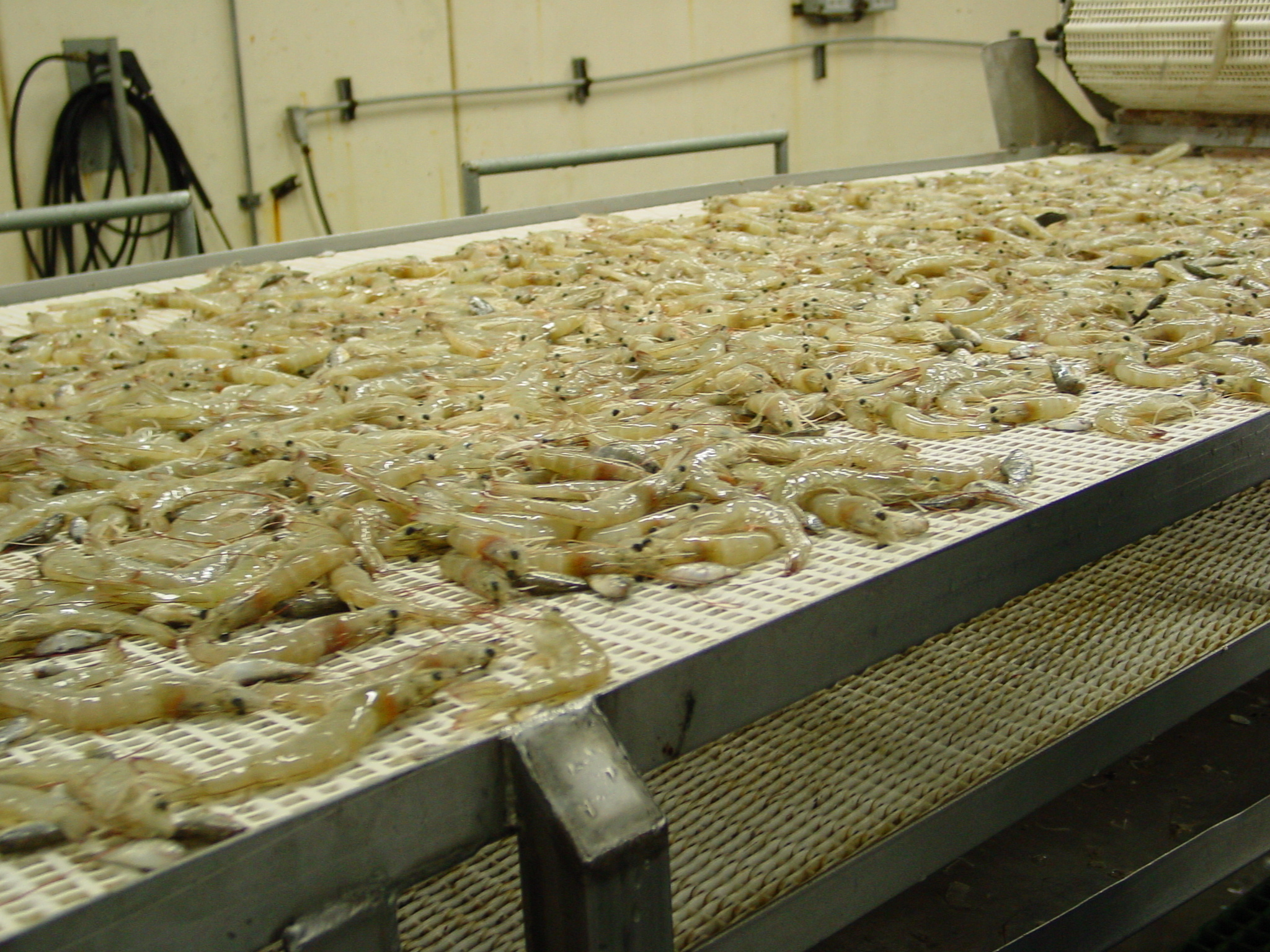
Verpackungsanlage eines Zuchtbetriebes in Texas, USA

| Asien | China         | 40 | 83 | 153 | 199 | 186 | 185 | 220 | 207 | 88  | 64  | 78  | 89  | 103 | 143 | 170 | 218 | 304 | 384 | 789 | 935 |
| Asien | Thailand      | 10 | 12 | 19  | 50  | 90  | 115 | 161 | 185 | 223 | 264 | 259 | 238 | 225 | 250 | 274 | 309 | 279 | 264 | 330 | 389 |
| Asien | Vietnam       | 8  | 13 | 19  | 27  | 28  | 32  | 36  | 37  | 39  | 45  | 55  | 46  | 45  | 52  | 55  | 90  | 150 | 181 | 232 | 276 |
| Asien | Indonesien    | 25 | 29 | 42  | 62  | 82  | 84  | 116 | 120 | 117 | 107 | 121 | 125 | 127 | 97  | 121 | 118 | 129 | 137 | 167 | 218 |
| Asien | Indien        | 13 | 14 | 15  | 20  | 28  | 35  | 40  | 47  | 62  | 83  | 70  | 70  | 67  | 83  | 79  | 97  | 103 | 115 | 113 | 133 |
| Asien | Bangladesch   | 11 | 15 | 15  | 17  | 18  | 19  | 20  | 21  | 28  | 29  | 32  | 42  | 48  | 56  | 58  | 59  | 55  | 56  | 56  | 58  |
| Asien | Philippinen   | 29 | 30 | 35  | 44  | 47  | 48  | 47  | 77  | 86  | 91  | 89  | 77  | 41  | 38  | 39  | 41  | 42  | 37  | 37  | 37  |
| Asien | Myanmar       | 0  | 0  | 0   | 0   | 0   | 0   | 0   | 0   | 0   | 0   | 1   | 2   | 2   | 2   | 5   | 5   | 6   | 7   | 19  | 30  |
| Asien | Taiwan        | 17 | 45 | 80  | 34  | 22  | 15  | 22  | 16  | 10  | 8   | 11  | 13  | 6   | 5   | 5   | 6   | 8   | 10  | 13  | 12  |
| Amerika | Brasilien     | <1 | <1 | <1  | <1  | 1   | 2   | 2   | 2   | 2   | 2   | 2   | 3   | 4   | 7   | 16  | 25  | 40  | 60  | 90  | 76  |
| Amerika | Ecuador       | 30 | 44 | 69  | 74  | 70  | 76  | 105 | 113 | 83  | 89  | 106 | 108 | 133 | 144 | 120 | 50  | 45  | 47  | 56  | 56  |
| Amerika | Mexiko        | <1 | <1 | <1  | <1  | 3   | 4   | 5   | 8   | 12  | 13  | 16  | 13  | 17  | 24  | 29  | 33  | 48  | 46  | 62  | 62  |
| Amerika | USA           | <1 | <1 | 1   | 1   | <1  | <1  | 2   | 2   | 3   | 2   | 1   | 1   | 1   | 2   | 2   | 2   | 3   | 4   | 5   | 5   |
| Naher Osten | Saudi-Arabien | 0  | 0  | 0   | 0   | <1  | <1  | <1  | <1  | <1  | <1  | <1  | <1  | 1   | 2   | 2   | 2   | 4   | 5   | 9   | 9   |
| Naher Osten | Iran          | 0  | 0  | 0   | 0   | 0   | 0   | 0   | <1  | <1  | <1  | <1  | <1  | <1  | 1   | 2   | 4   | 8   | 6   | 7   | 9   |
| Ozeanien | Australien    | 0  | <1 | <1  | <1  | <1  | <1  | <1  | <1  | 1   | 2   | 2   | 2   | 1   | 1   | 2   | 3   | 3   | 4   | 3   | 4   |
| Kursiv dargestellte Einträge zeigen Schätzungen in den FAO-Datenbanken an. Fett dargestellte Einträge hängen mit bekannten Krankheitsausbrüchen zusammen. |               |    |    |     |     |     |     |     |     |     |     |     |     |     |     |     |     |     |     |     |     |

## Kritik

### Schlachtmethoden
Garnelen werden üblicherweise durch Eintauchen in ein Eiswasserbad (Ice Slurry) getötet, wodurch ein sogenannter Kälteschock ausgelöst werden soll. Tierschutzorganisationen kritisieren jedoch, dass diese Methode oft nicht effektiv ist und stattdessen zu einem langsamen Tod durch Ersticken führen kann.
Als die derzeit tierschonendste Alternative gilt die elektrische Betäubung, bei der die Tiere durch elektrische Impulse innerhalb von Sekunden bewusstlos gemacht werden. Studien zeigen, dass diese Methode schneller und effektiver ist als das Töten im Eiswasserbad oder durch Sauerstoffmangel. In Deutschland und Österreich wird sie zunehmend als bevorzugte Praxis diskutiert, insbesondere im Hinblick auf Tierschutzkonformität. Im Jahr 2022 erkannte das Vereinigte Königreich Zehnfußkrebse, darunter auch Garnelen, rechtlich als fühlende Lebewesen an, die in der Lage sind, Schmerz und Leid zu empfinden. Dies verstärkte die Forderungen nach höheren Tierschutzstandards bei der Schlachtung.

### Tierschutzinitiativen in der Garnelenzucht
In den letzten Jahren haben verschiedene Tierschutzorganisationen ihre Bemühungen zur Verbesserung der Haltungs- und Schlachtstandards in der Garnelenzucht verstärkt. Die Organisation Mercy for Animals organisierte weltweit die erste öffentliche Demonstration für das Wohlergehen von Garnelen. In der Folge verpflichtete sich der britische Einzelhändler Tesco im Jahr 2024, die Augenstielentfernung sowie die Tötung mittels Eiswasserbad in seiner Lieferkette zu verbieten und diese bis 2027 vollständig durch elektrische Betäubung für die Arten Penaeus vannamei und Penaeus monodon zu ersetzen.
Das in Großbritannien ansässige Projekt Shrimp Welfare Project unterstützt weltweit Produzenten durch die kostenlose Bereitstellung elektrischer Betäubungsgeräte und fördert die breite Anwendung dieser tierschonenderen Methode. Gleichzeitig engagiert sich die International Council for Animal Welfare (ICAW) in einer Kampagne, die große Einzelhandelsketten wie Tesco, Marks & Spencer, Sainsbury’s, Ocado, Waitrose und Co‑op dazu auffordert, die Tötung im Eiswasser sowie Augenstielentfernung zu beenden und stattdessen elektrische Betäubung in ihren Lieferketten einzuführen.

## Einige Produktionsländer

### Deutschland
Seit den 2010er Jahren wurden in Deutschland Zuchtfarmen nach ökologischen Standards errichtet. Sie finden sich in Langenpreising, Kiel, Grevesmühlen, Gronau (Leine) und Eurasburg (Schwaben).

### Österreich
In Österreich werden mit Stand April 2022 in fünf Betrieben Garnelen zur kulinarischen Verwertung gewerblich gezüchtet. Eine Garnelenzucht im steirischen Rottenmann zählt mit Stand 2022 zu den größten Europas. Dort werden jährlich etwa 60 Tonnen White Tiger Garnelen produziert. Die notwendige Energie für die Produktion wird von einem betriebseigenen Holzkraftwerk bereitgestellt.

### Schweiz
In Rheinfelden gleich neben den Schweizer Saline und in Koordination mit jener wurden die Gebäulichkeiten der Swiss Shrimps AG erstellt. Die Firma nutzte Abwärme aus den Salinen. 2019 erfolgte der Markteintritt und 2022 war die Nachfrage größer als die Produktionskapazität. Dennoch schrieb die Firma wegen den hohen Betriebskosten nach wie vor rote Zahlen. 2025 ging sie in Konkurs.